# 太田朗
太田 朗（おおた あきら、1917年7月21日 - 2015年12月31日）は、日本の英語学者、言語学者。東京教育大学名誉教授。神奈川県横須賀市生れ。
1950年代以降活発な研究活動を行なった。アメリカ構造主義および生成文法の影響下での業績が多い。

## 略歴
- 1939年 3月 - 東京高等師範学校卒業
- 1939年 4月 - 小樽高等商業学校助教授
- 1947年 3月 - 東京文理科大学卒業
- 1952年 3月- 東京教育大学助教授
- 1962年 4月- 東京教育大学教授
- 1962年 6月 - ミシガン大学 Ph.D.
- 1977年 4月- 上智大学教授
- 1988年 4月- 京都外国語大学教授

## 受賞歴
- 1960年 3月- 東京文理科大学賞(『米語音素論』に対して)
- 1982年 6月- 日本学士院賞(『否定の意味』に対して)

## 主要な著作
- 『完了形・進行形』 研究社 1954年
- 『米語音素論』 研究社 1959年
- Tense and Aspect of Present-Day American English. 研究社 1963年
- 『文法論Ⅱ』（『英語学大系』第4巻、梶田優と共著）大修館 1974年
- 『否定の意味』 大修館1980年

### 教科書
- 『NEW HORIZON』 - 東京書籍の中学校用英語教科書。1966年の初版から1990年の第9版まで主執筆者。